# Kanadai lile
A kanadai lile (Charadrius semipalmatus) madarak osztályának, a lilealakúak (Charadriiformes) rendjébe, ezen belül a lilefélék (Charadriidae) családjába  tartozó faj.

## Rendszerezése
A fajt Charles Lucien Jules Laurent Bonaparte francia ornitológus írta le 1825-ben.

## Előfordulása
Alaszka és Kanada északi részén fészkel, telelni délre vonul, az Amerikai Egyesült Államokon keresztül eljut Patagóniáig. 
Természetes élőhelyei a sziklás és homokos tengerpartok, sós és édesvizű tavak, folyók és patakok környéke. Hosszútávú vonuló.

## Megjelenése
Testhossza 19 centiméter, szárnyfesztávolsága 43-52 centiméteres, testtömege 45-50 gramm.
|  |  |

## Életmódja
A talajon vagy sekély vízben keresgéli apró rovarokból, férgekből, rákokból és csigákból álló táplálékát.

## Természetvédelmi helyzete
Az elterjedési területe rendkívül nagy, egyedszáma pedig stabil. A Természetvédelmi Világszövetség Vörös listáján nem fenyegetett fajként szerepel.